# Рудьківська сільська рада
Ру́дьківська сільська́ ра́да — адміністративно-територіальна одиниця та орган місцевого самоврядування в Бобровицькому районі Чернігівської області. Адміністративний центр — село Рудьківка.

## Загальні відомості
- Населення ради: 1 393 особи (станом на 2001 рік)

## Населені пункти
Сільській раді підпорядковані населені пункти:
- с. Рудьківка (1 380 осіб)
- с. Коношівка (5 осіб)
- с. Хомівці (8 осіб)

## Склад ради
Рада складається з 16 депутатів та голови.
- Голова ради: Чуб Олексій Васильович
- Секретар ради: Булах Людмила Сергіївна

### Керівний склад попередніх скликань
| Прізвище, ім'я, по батькові | Основні відомості                                                             | Дата обрання | Дата звільнення |
| --------------------------- | ----------------------------------------------------------------------------- | ------------ | --------------- |
| Проценко Любов Миколаївна   | Сільський голова, 1965 року народження                                        | 26.03.2006   | 31.10.2010      |
| Чуб Олексій Васильович      | Сільський голова, 1956 року народження, освіта середня загальна, безпартійний | 31.10.2010   |                 |

Примітка: таблиця складена за даними сайту Верховної Ради України

### Депутати
За результатами місцевих виборів 2010 року депутатами ради стали:

#### За суб'єктами висування
| Суб'єкт висування | Кількість обраних депутатів | %    |
| ----------------- | --------------------------- | ---- |
| Самовисування     | 13                          | 81,3 |
| Партія регіонів   | 3                           | 18,8 |

#### За округами
| № округу        | Прізвище, ім'я, по батькові     | Дата визнання обраним | Освіта  | Партійна приналежність | Відомості про обраного депутата                                                   |
| --------------- | ------------------------------- | --------------------- | ------- | ---------------------- | --------------------------------------------------------------------------------- |
| Партія регіонів |                                 |                       |         |                        |                                                                                   |
| 3               | Булах Людмила Сергіївна         | 04.11.2010            | вища    | член Партії регіонів   | Рудьківська сільська рада, секретар сільської ади та виконкому                    |
| 5               | Данько Наталія Володимирівна    | 04.11.2010            | вища    | член Партії регіонів   | Рудьківська загальноосвітня школа І-ІІІ ст., директор школи                       |
| 13              | Сергіюк Ніна Олексіївна         | 04.11.2010            | вища    | член Партії регіонів   | Рудьківська загальноосвітня школа І-ІІІ ст., заступник директора школи            |
| Самовисування   |                                 |                       |         |                        |                                                                                   |
| 1               | Андріяш Світлана Михайлівна     | 04.11.2010            | вища    | позапартійна           | Рудьківська амбулаторія, медична сестра по терапії                                |
| 2               | Ридзель Валентина Миколаївна    | 04.11.2010            | вища    | позапартійна           | Рудьківська загальноосвітня школа І-ІІІ ст., заст. директора по з виховної роботи |
| 4               | Колесник Віктор Олексійович     | 04.11.2010            | вища    | позапартійний          | ДП «Ніжинське ЛГ», мисливознавець                                                 |
| 6               | Ярошенко Валентина Павлівна     | 04.11.2010            | вища    | позапартійна           | Рудьківська загальноосвітня школа І-ІІІ ст., вчитель початкових класів            |
| 7               | Колесник Ніна Василівна         | 04.11.2010            | середня | позапартійна           | приватний підприємець                                                             |
| 8               | Рижа Любов Григорівна           | 04.11.2010            | вища    | позапартійна           | пенсіонер                                                                         |
| 9               | Шолудько Валентина Миколаївна   | 04.11.2010            | середня | позапартійна           | ЗАТ «Рудьківське», завідувачка їдальні                                            |
| 10              | Макаренко Парасковія Самійлівна | 04.11.2010            | вища    | позапартійна           | пенсіонер                                                                         |
| 11              | Гребеник Наталія Миколаївна     | 04.11.2010            | вища    | позапартійна           | ЗАТ «Рудьківське», головний бухгалтер                                             |
| 12              | Ковтяга Павло Калістратович     | 04.11.2010            | вища    | позапартійний          | ЗАТ «Рудьківське», заступник голови правління ЗАТ «Рудьківське»                   |
| 14              | Ющенко Наталія Миколаївна       | 04.11.2010            | середня | позапартійна           | Рудьківська сільська рада, спеціаліст землевпорядник                              |
| 15              | Кривошей Ніна Ігнатівна         | 04.11.2010            | середня | позапартійна           | пенсіонер                                                                         |
| 16              | Томко Олексій Володимирович     | 04.11.2010            | вища    | позапартійний          | ЗАТ «Рудьківське», завідувач СТФ                                                  |